# 汉口金城银行大楼
汉口金城银行大楼，位于中华人民共和国湖北省武汉市江岸区保华街2号。该大楼现由武汉美术馆（汉口馆）使用，现为武汉市文物保护单位。

## 建筑
1931年建成的金城银行汉口分行及其员工住宅金城里，皆为中国第一代建筑师庄俊所设计，都被列为武汉市优秀历史建筑。建筑群呈三角形布局，南面为银行大楼，背面两斜边沿街建筑为金城里，是原金城银行的员工住宅。住宅紧邻地块东西两侧布置并与南端的金城银行相连，共同围合成院，建筑群的北端口原有一段矮墙封闭，仅在保华街留有一处出入口。
原金城银行大楼是一座4层楼的筋混凝土结构建筑，是为中国第一代建筑师庄俊所设计，景明洋行绘图，该楼于1930年动工，由汉协盛营造厂施工，于1931年落成。金城银行正立面采用了西方变形愛奧尼亞柱式前廊，立柱高通达三层，额枋以上有阁楼层和山花女儿墙，在二层处开有圆形拱窗，使得从柱廊之外看整个建筑立面，既恢宏雄伟又富有一定的变化。庄俊在古典复兴主义风格的基础上进行了民族化的改变。他在柱础上采用非常规的凸圆角线与束带，将爱奥尼柱头的漩涡改为中式纹饰。顶部山花也别出心裁，在正中三个开间檐部的上方作一山花，山花两边为巴洛克式的大曲线涡卷，但涡卷的涡眼做成中式纹饰图案。银行大楼入口的拱形门、窗、玻璃分隔都具有中国的传统特色，西方古典主义各种装饰在这里化繁为简，处理得当。1938年日军入侵武汉后，金城银行大楼被强占为日军宪兵司令部，直至1945年抗战胜利才被金城银行收回。1952年，金城银行大楼由当时的银行出租给了武汉图书馆，到1957年，在这座建筑里开设了武汉少年儿童图书馆。2003年策划建立武汉美术馆，少儿图书馆才择地迁出。